# Данышменд Гази

Малая Азия в 1097 году

Данышменд Ахмед Гази (Тайлу) бен Али эт-Туркмани (тур. Melik-i Muazzam Dânişmend Ahmed Gāzî (Taylû) ben Ali et-Türkmânî ; ?—1085) — средневековый полководец, основатель династии Данышмендидов.
Легенды приписывали Ахмеду Гази происхождение от арабского героя Баттала Гази, византийские и сирийские источники — армянское происхождение. Латинские и мусульманские восточные авторы утверждали, что Данышменд был тюрком. Исследователи склоняются к последней версии.
Данных об Ахмеде Гази в хрониках сохранилось мало, его биография восстанавливалась с использованием эпоса Данышменд-наме.

## Имя
Имя Данышменда в различных вариациях (Танышман, Танусман, Танисман, Данисман и Дониман) встречается в византийских (у Анны Комниной, Никиты Хониата, Иоанна Киннама), европейских (у Гийома Тирского, Фуше Шартрского, Альберта Аахенского), сирийских (у Михаила Сирийца, Матвея Эдесского), арабских (у Ибн аль-Асира, Ибн-Шаддада) источниках.

## Этническое происхождение
К. Босуорт писал, что в истории происхождения Данышменда трудно отделить факты от вымысла. Р. Ирвин назвал происхождение Данышменда «непонятным», а К. Каэн — «туманным».
Существует три версии об этническом происхождении Данышменда.
- Первая версия (легендарная — из «Данышменд-наме») делает Данышменда по матери потомком легендарного арабского героя сейида Баттала Гази[англ.][7]. Сами Данышмендиды претендовали именно на это происхождение[8]. И именно это происхождение династии указывали и А. Мордтманн[нем.], и В. Гордлевский [9]. Однако эта информация не имеет под собой никакой основы кроме эпоса[10].
- Вторая версия объявляет Данышменда армянином. Эта точка зрения упоминается только в армянских и византийских источниках[11]. Она пошла от Матвея Эдесского, который писал, что Данышменд Гази по происхождению армянин. Иоанн Киннам назвал его «персо-армянином»[12]. Версия была повторена Никитой Хониатом (который назвал внука Данышменда «армянский турок» и приписывал эмиру происхождение от династии Аршакидов[2]) и с оговоркой «как говорят» Варданом Аревелци (который использовал Матвея Эдесского как источник)[13]. Одним из сторонников версии был турецкий медиевист М. Х. Йинанч[тур.] (1900—1961)[14]. По словам турецкого историка С. Солмаза, из противоречивой информации о происхождении Данышменда Гази очень трудно сделать вывод, что он имел армянское происхождение[10]. Армянский историк XVIII века М. Чамчян предположил, что Данышменд был армянином, попавшим в плен. Р. Бедросян утверждал, что «некоторые считают Данышменда армянским мусульманином», а С. Еремян называл Данышменда Гази армяно-грузином[15]. П. Виттек[англ.] выражал сомнение в армянском происхождении династии, он писал, что такое происхождение Данышмендидам «приписывалось»[16]. По мнению В. Гордлевского, Матвей Эдесский «поддался тяготению Данышмендидов к христианам», что вызвало появление этой версии[17]. К. Каэн писал по этому поводу: «Некоторые армянские авторы, конечно, желали бы считать его персо-армянином или даже потомком Аршакидов. <…> Кажется неправдоподобным, чтобы туркмены, при наличии такого языкового барьера и различия в традициях, избрали его своим вождём и, более того, сделали героем, олицетворявшим собой их народ, человека чужого племени»[6].
- Третья точка зрения состоит в том, что Данышменд был тюрком. Её подтверждают и западные источники[10]. Ибн аль-Асир утверждал, что настоящим именем Данышменда было Тайлу бен Али эт-Туркмани, он обучал туркмен и со временем стал правителем[1]. Альберт Аахенский называл его «турецким правителем Дониманом», Гийом Тирский — «могущественным турецким эмиром Данышмендом»[1], Михаил Сириец — «тюркским эмиром по имени Танусман»[18]. По словам Ф. Успенского, «основателем династии считается один учёный турецкого или туркменского происхождения»[19]. И. Меликофф считала династию «туркоманской»[20].

## Проблемы идентификации

Уже Ибн Биби полагал, что рассказы о династии Данышмендидов противоречат друг другу. Ф. Успенский писал, что Данышменд «не оставил следов в истории». По словам В. Гарбузовой, Михаил Сириец — один из немногих хронистов, кто рассказал об основании эмирата и его основателе. Когда личность Данышменда заинтересовала историков, они стали заполнять пробелы в его биографии легендами. Османский историк Нигдели Кади Ахмед (ум. 1333) называл Данышменда племянником сельджукского султана Мелик-шаха, посланного им завоевать Каппадокию; Ибн Хамдун (1102—1167, руководитель дивана халифов Аль-Муктафи Лиамриллаха и аль-Мустанджида Биллаха) и Ибн-Шаддад считали его дядей по матери конийского султана Сулеймана ибн Кутулмыша, либо же одним из командиров войск сельджуков в битве при Манцикерте 1071 года. Согласно эпосу «Данышменд-наме», он был уроженцем Малатьи, но К. Каэн полагал, что «нет никаких оснований считать Малатью местом его рождения».
М. С. Мейер, российский тюрколог В. Запорожец, турецкий исследователь М. Кешик и И. Меликофф считали одним лицом Данышменда Гази и Гюмюштегина Гази. М. С. Мейер называл его Гюмюштегин Ахмед Гази.

## Биография
Михаил Сириец впервые упоминает имя Данышменда в январе 1085 года сразу после захвата Антиохии Сулейманом ибн Кутулмыш: «В 1396 году тюркский эмир по имени Танусман вторгся в страну Каппадокию и правил Севастой, Кесарией и другими местами северного региона. С этого момента началась власть семьи Бени Танусман». Аналогичные сведения приводит и Бар-Эбрей.
Прочие данные биографии Данышменда восстановлены в основном по легендам и Данышменд-наме. Якобы, он принадлежал к туркменской семье, проживавшей в Арране и его окрестностях в Азербайджане. Ахмед был человеком образованным, как и его отец, Али, который по легендам был учителем сельджукских принцев в Хорезме и Бухаре. Вероятно, Ахмед был не только учителем, а принимал участие в походе султана Алп-Арслана на Кавказ в 1064 году и стал одним из военачальников султана. Он участвовал в битве при Манцикерте и был среди эмиров, отправившихся после битвы по повелению султана на завоевание территорий Анатолии. Султан дал им право стать правителями территорий, которые они покорят. Автор XIV века Рашид ад-Дин писал, что после победы при Манцикерте султан Алп-Арслан передал Эрзурум и его окрестности Салтуку-бею; Мардин и Харпут — Артуку-бею; Эрзинджан, Кемах и Шебинкарахисар — Менгюджюку Гази; Мараш и его окрестности эмиру Чавулдуру (Чаке); Сивас, Токат, Амасью и Кайсери — Данышменду Гази. Данышменд Гази захватил Сивас без особого сопротивления. Позже он использовал Сивас в качестве базы и захватил Амасью, Токат, Никсар, Кайсери, Заманты, Эльбистан, Девели и Чорум вместе с эмирами по имени Чака (Чавулдур), Турасан, Кара Доган, Османджик, Ильтегин и Кара Тегин. Неясно, является Чавулдур Чака Чака-беем, но Х. Иналджик и историк М. Илгюрел полагали, что это один и тот же человек.
Точная дата смерти Данышменда Гази не известна. Османский и турецкий историк Ахмед Тевхид Улусой (1868—1940), основываясь на греческой монете Гюмюштегина, датированной 1084/85 годом, утверждал, что Данышменд Ахмед Гази умер к этому времени, и главой бейлика Данышмендидов стал Гюмюштегин. Согласно Михаилу Сирийцу, в 1085 году Данышменд Гази был жив, но в 1086 году (после смерти Сулеймана ибн Кутулмыш) Гази Гюмюштекин, захватил некоторые места в Анатолии. Исходя из этого турецкий историк А. Озайдин сделал вывод, что Данышменд Гази умер, вероятно, в 1085 году.
Предположительно, Данышменд Гази был похоронен в Никсаре. После него правителем государства Данышмендов стал его сын Гази Гюмюштекин.